# Projekt: schwul und katholisch in der Gemeinde Maria Hilf
Das Projekt: schwul und katholisch in der Gemeinde Maria Hilf (PSK) ist eine schwul-lesbische Personalgemeinde auf römisch-katholischer Basis in Frankfurt am Main.

## Organisation

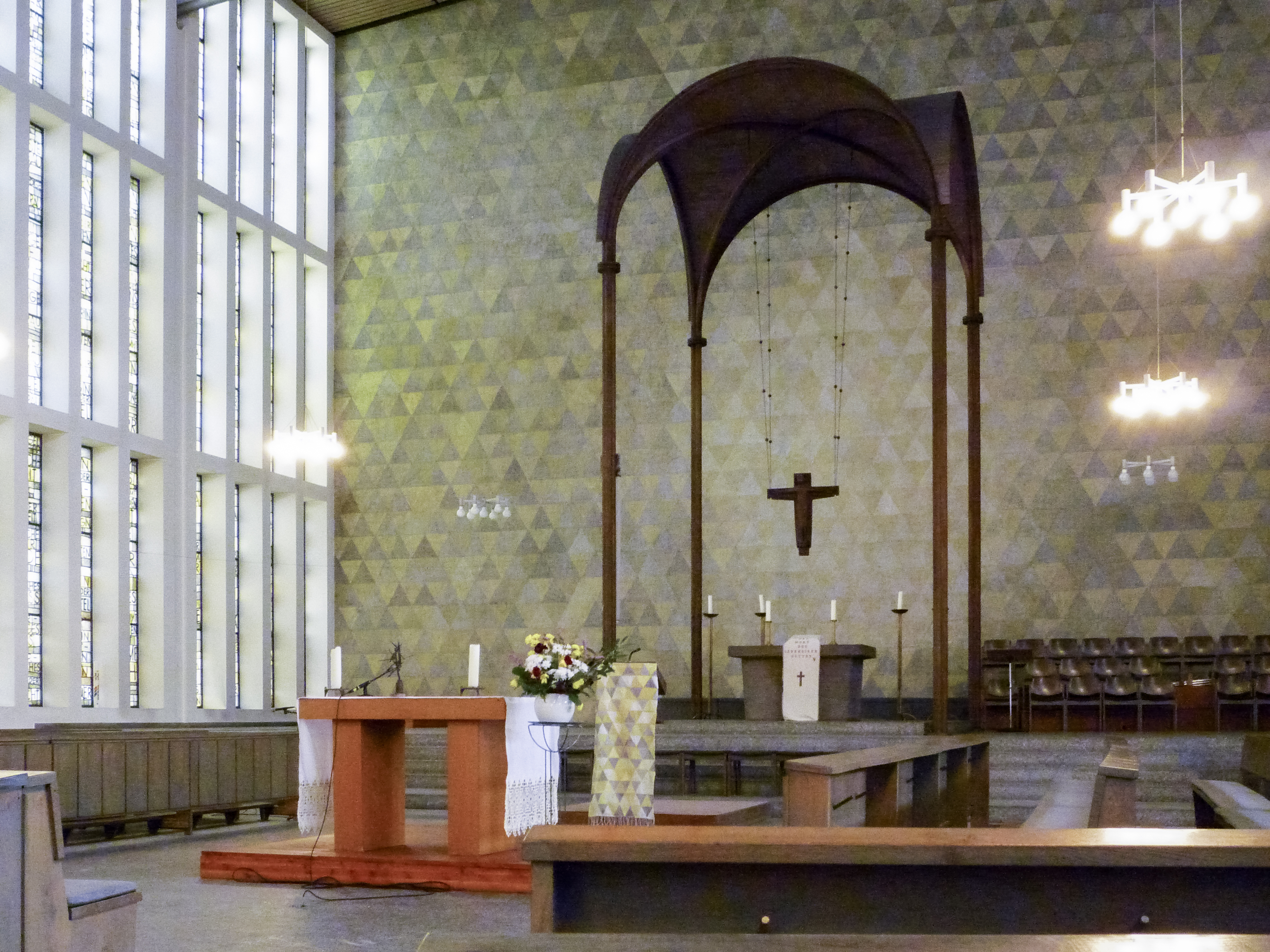
Gottesdienstraum von PSK: Die Kirche Maria Hilf im Frankfurter Stadtteil Gallus

Mit vollem Namen heißt es: Projekt: schwul und katholisch in der Gemeinde Maria Hilf. Christliche Gemeinschaft von und für Schwule, Lesben und ihre FreundInnen. Der Namenszusatz wurde 2001 zugefügt, weil Lesben, die zur Gruppe gestoßen waren, sich durch die ursprüngliche Bezeichnung ausgeschlossen fühlten. Seit Beginn des Projekts waren Schwule immer in der großen Überzahl, zeitweise beteiligten sich Lesben überhaupt nicht. PSK ist ehrenamtlich organisiert. Der Gottesdienst findet regelmäßig nach römisch-katholischer Liturgie als Messfeier statt.
PSK ist faktisch, theologisch-inhaltlich und soziologisch, eine Gemeinde, die sich um ihren regelmäßigen Gottesdienst organisiert, allerdings kirchenrechtlich keine Personalpfarrei bildet. Daraus resultiert auch die etwas spröde Bezeichnung „Projekt“. PSK ist – als einzige Gemeinde mit einer solchen Ausrichtung in Deutschland – durch ein Abkommen mit der Ortsdiözese, dem Bistum Limburg, abgesichert. Auch durch den zweimaligen Besuch des damaligen Bischofs von Limburg, Franz Kamphaus, wurde PSK als Bestandteil der römisch-katholischen Kirche anerkannt. Verortet ist PSK – wie in ihrem Namen schon beschrieben – in der Frankfurter römisch-katholischen Gemeinde Maria Hilf. Der Anspruch von PSK ist emanzipatorisch und basiskirchlich. Es bestehen eine Reihe von Vernetzungen in die schwule Szene und die Kirchen, so zur römisch-katholischen Ortsgemeinde, zur Stadtkirche Frankfurt, der Ökumenischen Arbeitsgruppe Homosexuelle und Kirche (HuK), der Arbeitsgruppe Schwule Theologie, der AIDS-Hilfe Frankfurt, der Projektgemeinde nicht nur für Lesben und Schwule – Frankfurt am Main und anderen Gruppen. PSK ist Mitglied im Europäischen Forum christlicher Lesben- und Schwulengruppen und im Verbund der Lesbisch-schwulen Gottesdienstgemeinschaften (LSGG), die unter Mitwirkung von PSK 2002 in Frankfurt gegründet wurde und ist über sie auch regelmäßig auf evangelischen Kirchentagen und Katholikentagen präsent. Auch am Christopher Street Day in Frankfurt nimmt PSK seit 1992 (damals noch: „Homosolidaritätswoche“) regelmäßig in Zusammenarbeit mit der HuK und schwul-lesbischen Gemeinden anderer konfessioneller Ausrichtung aus Frankfurt teil. Am Vorabend des CSD beteiligt sich das PSK in der Regel auch an dem ökumenischen Gottesdienst aus diesem Anlass. Auch beim „Runden Tisch“ des Referats für Gleichgeschlechtliche Lebensweisen im Hessischen Sozialministerium ist PSK seit 1997 vertreten.

## Geschichte

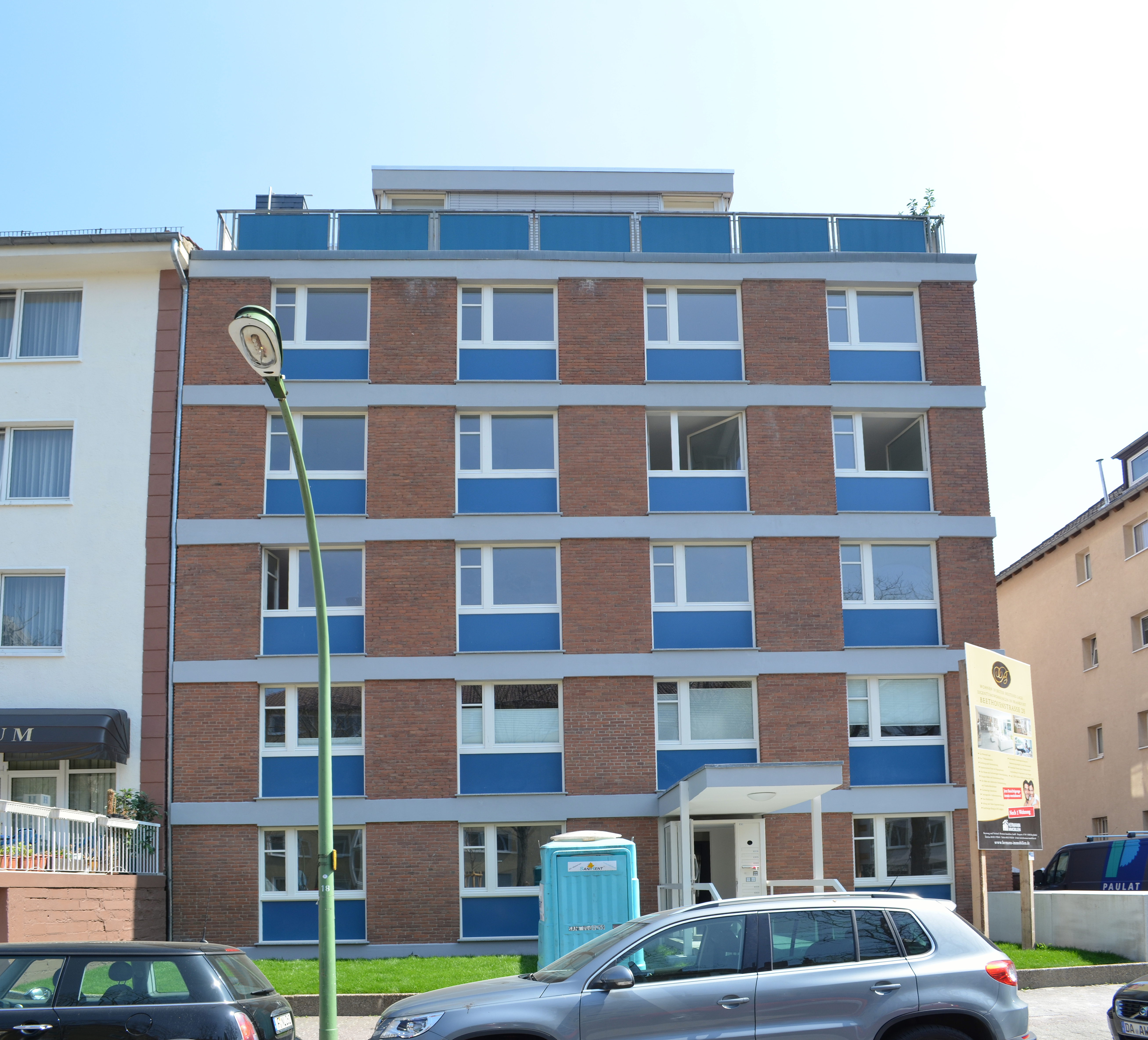
Ehemaliges Studentenwohnheim der KHG Frankfurt, Ort des ersten Gottesdienstes des PSK am 7. April 1991

Als Gründungsdatum gilt der erste Gottesdienst der Gemeinschaft, der am 7. April 1991, dem Weißen Sonntag, in der Kapelle der Hochschulgemeinde der Johann Wolfgang Goethe-Universität Frankfurt am Main im damaligen Alfred-Delp-Haus in der Beethovenstraße stattfand. Wenige Wochen später, am 12. Mai 1991, dem Sonntag vor Pfingsten, wurde der Gottesdienst erstmals und seitdem regelmäßig in der Kirche Maria Hilf im Frankfurter Gallusviertel gefeiert. Der ursprüngliche Name, Katholische schwule Gemeinde, musste nach kirchenrechtlicher Beanstandung bereits 1992 aufgegeben werden. Seitdem wurde die Bezeichnung Projekt: schwul und katholisch verwendet, eine Benennung, die auch 1996 in der Vereinbarung mit dem Bistum Limburg anerkannt, festgeschrieben und mit dem Zusatz „in der Gemeinde Maria Hilf“ versehen wurde. Der Zusatz „Christliche Gemeinschaft von und für Schwule, Lesben und ihre Freundinnen“ wurde 2001 angefügt und spiegelt das Bemühen, auch Lesben mit einzubinden, die in dem kirchenrechtlich gewährten Namen nicht vorkommen.
2007/2008 kam es zu einer Krise, die zumindest die Zahl der Gottesdienstfeiern drastisch reduzierte. Ursache war das Ausscheiden einer größeren Zahl von ehrenamtlich Tätigen. Bis dahin wurde – mit wenigen Ausnahmen – an jedem Sonntag ein Gottesdienst gefeiert, was mindestens deutschlandweit für eine schwul-lesbische Gemeinde einmalig war. Das wurde nun auf einmal im Monat reduziert. Kernpunkt des Konflikts war die Frage, in welcher Nähe oder Distanz sich PSK zur römisch-katholischen Amtskirche mit ihren offiziellen, schwulenfeindlichen Äußerungen positionieren konnte oder sollte.